# Certyfikat inwestycyjny
Certyfikat inwestycyjny – niepodzielny papier wartościowy emitowany przez fundusz inwestycyjny zamknięty (FIZ), specjalistyczny fundusz zamknięty lub fundusz mieszany.
Mogą być wydawane jako papiery imienne lub na okaziciela. Zaliczane do grupy papierów wartościowych udziałowych, poświadczających tytuł uczestnictwa jego posiadacza w funduszu inwestycyjnym.
Termin ważności certyfikatów jest równy żywotności samego funduszu, który je wyemitował i uplasował na rynku, po czym są one wykupywane.
Jako papier wartościowy na okaziciela może być notowany na giełdzie.
Certyfikaty emitowane są w seriach, a uprawnienia uczestników wynikające z certyfikatów inwestycyjnych różnych serii mogą się różnić.
Wartość certyfikatu można określić na dwa sposoby:
1. Fundusz inwestycyjny dokonuje wyceny aktywów, ustalenia wartości aktywów netto oraz wartości aktywów netto przypadających na certyfikat inwestycyjny nie rzadziej niż raz na trzy miesiące, siedem dni przed rozpoczęciem zbywania certyfikatów kolejnej emisji albo w dniu wykupywania certyfikatów.
2. W przypadku, gdy fundusz inwestycyjny ma certyfikaty inwestycyjne dopuszczone do obrotu na giełdzie – sam rynek określa taką wartość.

Aktywa funduszu (w przypadku wyceny przez sam fundusz) wycenia się według wiarygodnie oszacowanej wartości godziwej poszczególnych składników. Wartość aktywów netto ustala się, pomniejszając wartość aktywów funduszu o jego zobowiązania.
W Polsce rachunkowość funduszy inwestycyjnych wynika z odpowiedniego rozporządzenia, chyba że fundusz stosuje MSR. Z przepisów ustawy z dnia 27 maja 2004 r. o funduszach inwestycyjnych i zarządzaniu alternatywnymi funduszami inwestycyjnymi wynika, że fundusz może zlecić wycenę podmiotowi zewnętrznemu.